# 임선택
임선택(1954년 2월 18일 ~ )은 대한민국의 남성 배우 겸 가수이다.

## 학력
- 서울예술대학 영화과

## 생애
1974년 연극배우로 첫 데뷔하였고 같은 해 1974년 뮤지컬배우로 데뷔하였으며 이어 같은 해 1974년 정소영 감독 영화 《성숙》의 단역 출연을 통하여 영화배우로 데뷔하였다. 이듬해 1975년 연극연출가로 데뷔하였고 6년 후 1981년 KBS 한국방송공사 사극 드라마 《대명》에 첫 출연하였으며 이듬해 1982년 KBS 공채 탤런트로 정식 데뷔하였다.

## 출연작

### 연극
- 1974년 《표본실의 청개구리》 ... 생물학 강의실 하급생 역(단역)

### 뮤지컬
- 1974년 《사운드 오브 뮤직》 ... 스위스 육군 사병 역(단역)

### 영화
- 1974년 《성숙》 ... (단역)
- 2007년 《저 하늘에도 슬픔이》 ... 사회자 역

### 드라마
- 1988년 KBS1 창사 기념 특집 드라마 《사로잡힌 영혼》 ... 포졸 역
- 1990년 KBS2 월화드라마 《파천무》 ... 김질 역
- 1990년 KBS1 대하드라마 《여명의 그날》 ... 소련군 통역사 역
- 1991년 KBS2 일요아침드라마 《대추나무 사랑걸렸네(1기)》 ... 임병태 역
- 1992년 KBS2 수목드라마 《적색지대》
- 1992년 KBS1 대하드라마 《삼국기》 ... 대조영 역
- 1993년 MBC 드라마 《제3공화국》... 이맹희 역
- 1993년 KBS2 주말연속극 《청춘극장》... 황칠성 역
- 1994년 SBS 드라마스페셜 《이 남자가 사는 법》
- 1994년 KBS2 수목드라마 《사라비아 공화국》
- 1995년 SBS 특별기획 《코리아게이트》 ... 김덕룡 역
- 1998년 KBS1 일일연속극 《내 사랑 내 곁에》
- 2000년 KBS2 토요시트콤 《사랑의 유람선》
- 2001년 KBS1 전원드라마 《대추나무 사랑걸렸네(3기)》 ... 장봉 역
- 2003년 SBS 대하드라마 《야인시대 2부》 ... 최인규 역
- 2003년 KBS1 TV소설 《찔레꽃》
- 2004년 MBC 대하드라마 《영웅시대》 ... 정 의원 역
- 2005년 KBS1 일일연속극 《어여쁜 당신》 ... 고만도 역
- 2006년 KBS1 대하드라마 《서울 1945》 ... 심우섭 역
- 2006년 KBS1 대하드라마 《대조영》 ... 장산해 역

### 예능
- 2000년, 2003년, 2004년, 2005년, 2006년, 2007년, 2008년 KBS 《가족오락관》

## 음반
- 2000년 11월 경사났네
- 2001년 6월 인생은 물레방아/대추나무 사랑걸렸네
- 2004년 3월 1일 임선택(친구야)

## 경력
- 연예인 농촌돕기 협의회 회장
- 페스티벌 뉴스 회장
- 환경문화시민연대 부총재

## 홍보대사
- 119 소방서 연예인 홍보대사
- 2010년 7월 보령머드축제 홍보대사